# نيم كوين
نيم كوين (بالإنجليزية: NameCoin)،( الرمز : {\displaystyle \mathbb {N} } أو NMC) هي عملة معماة متشعبة من برنامج البيتكوين، يستخدم خوارزمية إثبات العمل مثل خوارزمية البيتكوين، يقتصر عددها على 21 مليون قطعة نقدية.

## أنظر أيضا
- رموز غير قابلة للاستبدال (مفهوم تعتبر نيم كوين أحيانًا مقدمة له)

## روابط خارجية
- الموقع الرسمي